# Suchrob Abdulchajew
Suchrob Achmadżonowicz Abdulchajew (tadż. Сухроб Ахмаджонович Абдулхаев; ur. 4 czerwca 1997) – tadżycki zapaśnik walczący w stylu klasycznym. Dziewiąty na igrzyskach azjatyckich w 2022. Siódmy na mistrzostwach Azji w 2024. Brązowy medalista halowych igrzysk azjatyckich w 2017 roku.